# Хелмс, Грегори
Гре́гори Шейн Хелмс (англ. Gregory Shane Helms; род. 12 июля 1974, Смитфилд, Северная Каролина) — американский рестлер. В настоящее время он работает в WWE по контракту легенды, как рестлер и как закулисный продюсер. В WWE Хелмс выступал под именами Урага́н (англ. The Hurricane), Гре́гори Хелмс и Урага́н Хелмс. Он также известен по своей работе в World Championship Wrestling (WCW), где он выступал под именем «Са́хар» Шейн Хелмс.
Хелмс начал заниматься рестлингом в 1991 году в возрасте 17 лет и выступал в многочисленных независимых промоушенах, включая Organization of Modern Extreme Grappling Arts, завоевав множество чемпионских титулов в полутяжелом весе и командном дивизионе. В 1999 году он подписал контракт с WCW и получил известность как «Сахар» Шейн Хелмс, член команды 3 Count. За время работы в WCW он выиграл хардкорное чемпионство WCW и титул чемпиона WCW в первом тяжёлом весе. Когда WCW была куплена World Wrestling Federation (WWF, ныне WWE), контракт Хелмса был сохранен WWF. Хелмс переименовал себя в Урагана и выиграл титул чемпиона WWE в первом тяжёлом весе. Позже он взял себе помощника, Роузи, и они вместе выиграли титул командных чемпионов мира.
В 2005 году он отказался от супергеройского образа и стал выступать под своим настоящим именем. В начале 2006 года он снова завоевал чемпиона WWE в первом тяжёлом весе и удерживал его более года, став самым долгосрочным чемпионом в первом тяжёлом весе и самым долгосрочным чемпионом в истории SmackDown. После того, как Хелмс выбыл из строя более чем на год после операции на шее, он вернулся на SmackDown в сентябре 2008 года, называя себя Ураганом Хелмсом, а затем перешел на бренд ECW, где вернулся к своему имени Грегори Хелмс и стал закулисным интервьюером. В середине 2009 года он вернул себе образ Урагана и выступал на бренде ECW как Грегори Хелмс и как Ураган. После прекращения существования бренда ECW Хелмс был уволен из WWE в феврале 2010 года, однако он вернулся в качестве неожиданного участника матчей «Королевская битва» в 2018 и 2021 годах.

## Личная жизнь
Хелмс — фанат комиксов, и один из его любимых персонажей — Зеленый Фонарь. У него есть татуировка на бицепсе — логотип Фонаря, а его оригинальный персонаж WWE, Ураган, вдохновлен Зеленым Фонарем. Она была выбрана и нанесена в те же дни, когда его двоюродный брат, товарищ по рестлингу и фанат комиксов Майк Хелм вытатуировал на бицепсе символ своего любимого персонажа — Зеленой стрелы. В 2008 году он сделал татуировку своей фамилии на верхней части спины. Хелмс владеет мотоциклом под названием Hurri-Cycle, который он приобрел, когда использовал образ Урагана. Хелмс — хороший друг Джеффа Харди, Мэтта Харди и Шеннона Мура. Он участвует в The Hardy Show, интернет-шоу Харди. Он также выступал в качестве дублёра актера Дэвида Аркетта в фильме «К бою готовы».
В июне 2012 года девушка Хелмса родила ему первого ребенка, мальчика по имени Себастьян.

## Титулы и достижения

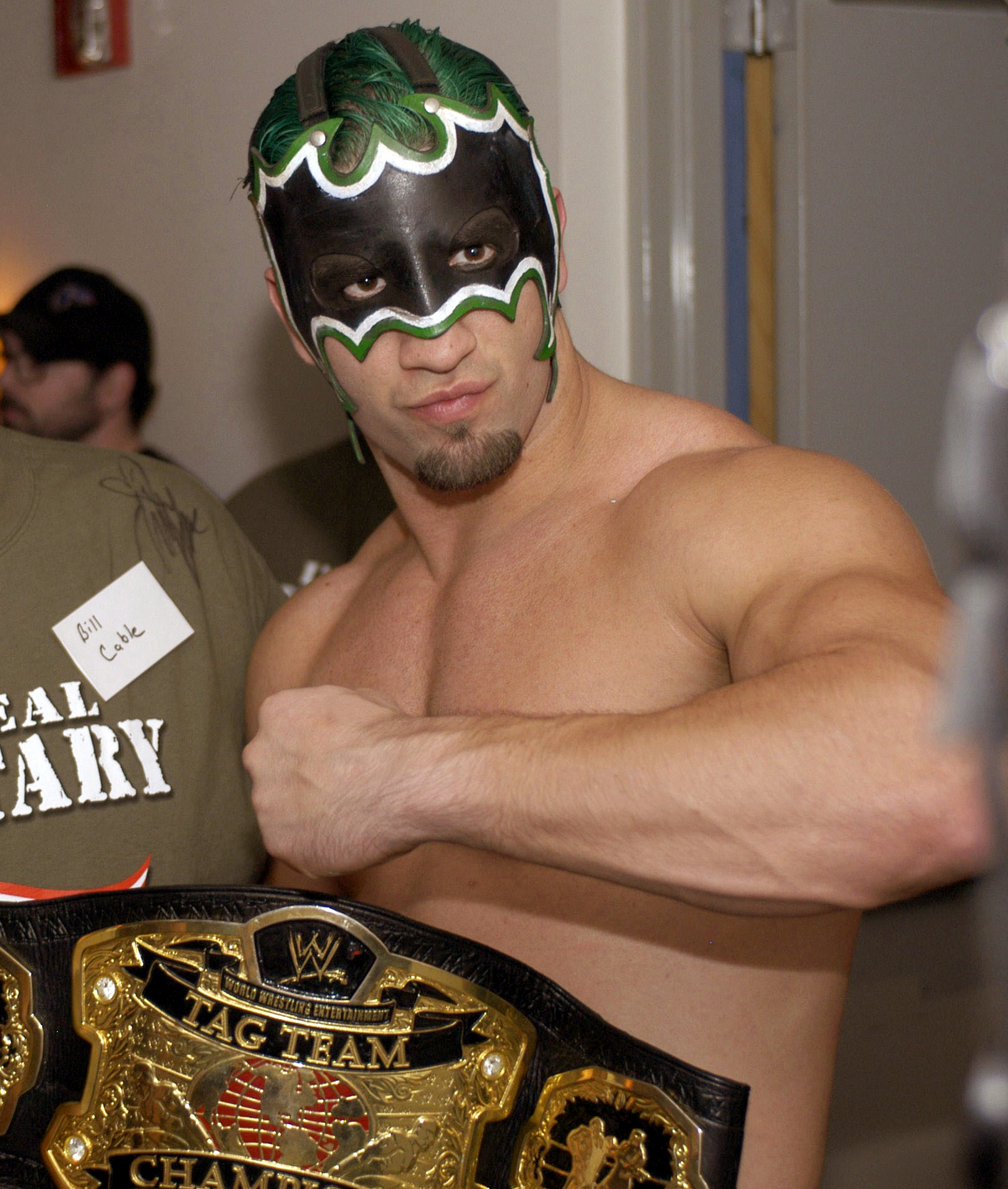
Хелмс (в роли Урагана) с титулом командного чемпион мира

- Carolina Championship Wrestling Alliance
  - Чемпион CCWA в полутяжёлом весе (2 раза)[5]
- Carolina Wrestling Federation Mid-Atlantic
  - Телевизионный чемпион CWF Mid-Atlantic (1 раз)[6]
- Coastal Championship Wrestling
  - Командный чемпион CCW (1 раз) — с Супергероем на тренировке[7]
- Empire State Wrestling
  - Командный чемпион ESW (1 раз) — с Джонни Адамсом[8]
- New Dimension Wrestling
  - Командный чемпион NDW (1 раз) — с Майком Мавериком
- North American Pro Wrestling
  - Чемпион NAPW в полутяжёлом весе (1 раз)[5]
- NWA Wildside
  - Командный чемпион NWA (1 раз) — с Шенноном Муром
- Organization of Modern Extreme Grappling Arts
  - Командный чемпион OMEGA (2 раза) — с Майком Мавериком[3]
- Pro Wrestling Illustrated
  - № 21 в топ 500 рестлеров в рейтинге PWI 500 в 2003
- Pro Wrestling International
  - Международный чемпион PWI в тяжелом весе (2 раз)[9][10]
- Southern Championship Wrestling
  - Чемпион SCW в тяжёлом весе (1 раз)[5]
  - Командный чемпион SCW (1 раз) — с Майком Мавериком[5]
- Southern Wrestling Alliance
  - Чемпион SWA в полутяжёлом весе (1 раз)[3]
- Texas Championship Wrestling
  - Командный чемпион Техаса TCW (1 раз) — с Ленни Лейном[3]
- World Championship Wrestling
  - Хардкорный чемпион WCW (1 раз)[3]
  - Чемпион WCW в первом тяжёлом весе (1 раз)[11]
- Wrestling For A Cause
  - Командный чемпион WFC (1 раз) — с Криптонитом
- World Wrestling Federation / Entertainment
  - Чемпион WWE в первом тяжёлом весе (2 раза)[12][13]
  - Европейский чемпион WWF (1 раз)[14]
  - Хардкорный чемпион WWF (1 раз)[15]
  - Командный чемпион мира (2 раза) — с Кейном (1) и Роузи (1)[16][17]
- World Wrestling Organization
  - Чемпион WWO в полутяжёлом весе (1 раз)[5]
- Wrestling Observer Newsletter
  - Лучший образ (2001)[18]